# Sessea regnellii
Sessea regnellii är en potatisväxtart som beskrevs av Paul Hermann Wilhelm Taubert. Sessea regnellii ingår i släktet Sessea och familjen potatisväxter. Inga underarter finns listade i Catalogue of Life.